# 明比正行
明比 正行（あけひ まさゆき、1937年3月17日 - ）は、日本のアニメーション演出家、映画監督。

## 経歴
愛媛県松山市出身。9人兄弟の三男として生まれるが、兄弟は若くして全員亡くなったという。
日本大学芸術学部文芸学科卒業。同郷の佐伯清の伝手を頼り、1959年に東映に入社。東京撮影所にて佐伯清、渡辺祐介、石井輝男、今井正らの下で助監督（サード、フォース）を務める。
映画産業の斜陽化に伴い、1964年に東映動画（現：東映アニメーション）に転籍する。転籍組の同期に日大の先輩であった久岡敬史や京都撮影所から移ってきた田宮武、勝間田具治らがいる。
アニメ初仕事となった『狼少年ケン』では山本寛巳の助手に就くが、山本が組合運動のためにしばしば会社を抜け出していたため、明比が仕事を肩代わりするようになり、第46話「ジャングルの友情」で早くも演出として一本立ちする。以後、数多くの東映動画作品で演出を務めた。
脚本としてクレジットされた作品は数少ないものの、『サイボーグ009 超銀河伝説』『1000年女王』では劇場作品として成立させるため、シナリオに相当な手直しを入れた。
東映動画を定年退職した後も嘱託で演出を手掛ける傍ら、東映アニメーション研究所、東映アカデミー、日本工学院専門学校など各教育機関・養成所の講師を務めた。
アニメ演出家としては『太極千字文』を最後に引退。2023年現在は東京都立練馬工科高等学校の非常勤講師を務めている。

## 担当作品

### 実写
このほかにも多数参加しているが、いずれもノンクレジット。
- べらんめえ中乗りさん（1961年、伊賀山正光監督）[1]
- ヒマラヤ無宿 心臓破りの野郎ども（1961年、小沢茂弘監督）[1]
- 拳銃野郎に御用心（1961年、瀬川昌治監督）[1]
- わが生涯は火の如く（1961年、関川秀雄監督）[1]
- 越後つついし親不知（1964年、今井正監督）[1]
- 柔道一代 講道館の鬼（1964年、佐伯清監督）[1]

### 劇場アニメ
- グレンダイザー ゲッターロボG グレートマジンガー 決戦! 大海獣（1976年）
- 惑星ロボ ダンガードA対昆虫ロボット軍団（1977年）
- サイボーグ009 超銀河伝説（1980年）
- 1000年女王（1982年）
- 聖闘士星矢 最終聖戦の戦士たち（1989年）
- スラムダンク 吠えろバスケットマン魂!! 花道と流川の熱き夏（1995年）

### テレビアニメ
- 悪魔くん（演出）
- アストロガンガー（絵コンテ）
- アパッチ野球軍（演出）
- 宇宙海賊キャプテンハーロック（演出）
- 宇宙パトロールホッパ（演出）
- 円卓の騎士物語 燃えろアーサー（チーフディレクター）
- 狼少年ケン（脚本、演出）
- 海賊王子（演出）
- カバ園長の動物園日記（監督）
- 銀河鉄道999（演出、コンテ）
- 銀牙 -流れ星 銀-（演出）
- キン肉マンII世（演出）
- 金田一少年の事件簿（演出）
- グレートマジンガー（演出[2]）
- ゲゲゲの鬼太郎（第1期）・（第3期）・（第4期）（演出）
- ゲッターロボ號（演出）
- 原始少年リュウ（演出[3]）
- 光速電神アルベガス（演出）
- 鋼鉄ジーグ（チーフディレクター）
- サイボーグ009（第1作）（演出）
- サラリーマン金太郎（絵コンテ）
- さるとびエッちゃん（演出、OP･ED演出）
- SLAM DUNK（演出）
- 新竹取物語 1000年女王（演出）
- 聖闘士星矢（演出）
- 太極千字文（コンテ）
- 闘将!!拉麵男（シリーズディレクター）
- 超人戦隊バラタック（演出）
- デビルマン（演出[4]）
- DRAGON QUEST -ダイの大冒険- （コンテ）
- ドロロンえん魔くん（演出）
- ハッスルパンチ（脚本、演出）
- バビル2世（演出）
- ひみつのアッコちゃん（第1作）（演出）
- 北斗の拳（演出）
- マジンガーZ（演出）
- まもって守護月天!（演出）
- 魔法使いサリー（第1作・第2作）（演出）
- 魔法使いチャッピー（演出）
- ミクロイドS（演出[5]）
- ミラクル少女リミットちゃん（演出[6]、OP･ED演出）
- もーれつア太郎（第1作）（演出）
- 遊☆戯☆王 (アニメ第1作) （演出）
- UFOロボ グレンダイザー（演出、絵コンテ）
- 夢戦士ウイングマン（演出）
- 惑星ロボ ダンガードA（演出）

### その他
- 世界名作童話 まんがシリーズ（1975年、演出[7]）
  - ジャックと豆の木